# Battaglia di Cialdiran
La battaglia di Čāldırān (anche, in persiano, Chaldoran o, in turco Çaldıran) ebbe luogo il 23 agosto 1514 e terminò con la decisiva vittoria dell'Impero ottomano ai danni dei Safavidi. Come risultato, gli Ottomani assunsero il controllo della metà orientale dell'Anatolia.

## La battaglia
Gli Ottomani avevano un esercito più numeroso e meglio equipaggiato, che superava la cifra di 100 000 combattenti, mentre i Persiani misero in campo un esercito i cui effettivi sono calcolati fra i 50 000 e gli 80 000. Lo shāh safavide Shāh Ismāʿīl I fu ferito e quasi preso prigioniero nello scontro. Nonostante la sconfitta, i Persiani riuscirono comunque ad arrestare l'espansionismo ottomano nei loro confronti. La battaglia mise fine anche a una serie di rivolte Alevi in Anatolia.
La battaglia di Cialdiran dimostrò che le armi da fuoco costituivano un fattore decisivo nella condotta bellica. Prima di Cialdiran, l'esercito safavide (Qizilbash) aveva rifiutato di usare le armi da fuoco (al pari dei Mamelucchi in Egitto e Siria e di vari soldati nell'Occidente cristiano, come ricorda anche Ludovico Ariosto nell'Orlando furioso) in quanto esso riteneva l'uso delle armi da fuoco un modo di combattere vile e senza onore, dal momento che evitava il contatto corpo a corpo.

## Conseguenze
L'esito della battaglia ebbe varie conseguenze. Forse la più significativa fu la fissazione di un confine tra i due Imperi, che è rimasto invariato fino ai nostri giorni, tra Turchia e Iran. Pur avendo vinto la battaglia, gli Ottomani preferirono rinunciare alla conquista della Persia ed indirizzarono la loro espansione verso l'Arabia e l'Egitto. Con l'instaurazione di questo confine, Tabriz (città azera, quindi di cultura turca ma fino ad allora capitale persiana) divenne una città frontaliera, fastidiosamente chiusa al nemico ottomano. Questa considerazione potrebbe essere stato un fattore determinante per indurre il trasferimento della capitale safavide a Qazvin (in arabo Qazwīn), a metà del XVI secolo, e infine a Iṣfahān, nella Persia centrale, nel 1598. La sconfitta di Cialdiran e la conquista ottomana dell'Egitto degli anni successivi misero anche fine ai tentativi degli ambasciatori della Repubblica di Venezia di allearsi ai Persiani per combattere assieme i comuni nemici turchi.
I Safavidi effettuarono drastici cambiamenti negli affari interni dopo la disfatta di Cialdiran. I Safavidi parlavano una lingua turca ma, in seguito alla perdita dei loro territori anatolici che formavano la zona centrale del loro sostegno turco, cominciarono a imporre l'uso del Persiano. Anche la famiglia reale safavide si allontanò dall'estremistica, escatologica setta Alevi e abbracciò la Shīʿa duodecimana come religione ufficiale dell'Impero, essendo diventata la posizione dello Shāh, visto come Mahdi, incompatibile con la recente disfatta. La maggioranza sunnita dell'Iran fu costretta con la forza a convertirsi al modello sciita imamita dell'Islam, mentre coloro che rifiutarono tale imposizione dello Shāh (ad esempio la maggioranza dei Qizilbash) furono mandati a morte.